# 黃郛攝政內閣
黃郛攝政內閣是曹錕大總統被迫辭職後由國務院攝行總統職權的臨時性內閣，成立於民國13年（1924年）10月31日，結束於同年11月24日。
顏惠慶內閣辭職後，教育總長黃郛被任命為代理國務總理。11月2日，曹錕通電辭職，黃郛等即宣告攝行大總統職務。這次內閣的臨時性質十分明顯，閣員中多人沒有赴任，內閣中僅靠幾人維持局面，而且為段祺瑞、張作霖等人不滿。到11月24日，黃郛正式解職。

## 內閣成員
| 職位         | 姓名   | 備注               |
| ------------ | ------ | ------------------ |
| 代理國務總理 | 黃郛   |                    |
| 外交總長     | 王正廷 |                    |
| 內務總長     | 王永江 | 未到任             |
| 財政總長     | 王正廷 | 兼任               |
| 陸軍總長     | 李書城 |                    |
| 海軍總長     | 杜錫珪 | 未到任             |
| 司法總長     | 張耀曾 |                    |
| 教育總長     | 黃郛   | 兼任               |
| 教育總長     | 易培基 | 1924年11月10日任命 |
| 農商總長     | 王迺斌 | 未到任             |
| 農商總長     | 劉治洲 |                    |
| 交通總長     | 黃郛   | 兼任               |